# Murmelebahn
De Murmelebahn is een stoeltjeslift in het Stubaital bij Neustift in Oostenrijk. De stoeltjeslift ligt parallel naast de Gamsgartenbahn en gaat met een constante snelheid van 6,5 kilometer per uur vooruit, en kan 3000 personen per uur vervoeren.
De Murmelebahn is in 2001 gebouwd door de firma Doppelmayr, en ligt aan de blauwe piste Grubenschuss.

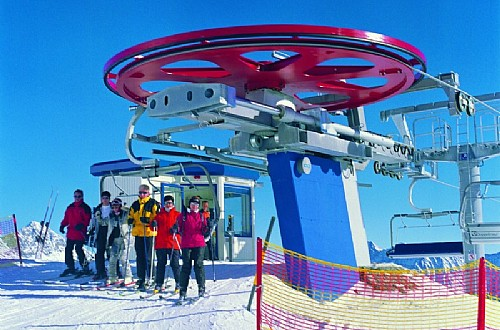
Het bergstation op 2668 meter hoogte.

Eisgratbahn
· Eisjoch
· Fernau
· Gamsgarten
· Gamsgartenbahn
· Murmelebahn
· Pfaffengrat
· Rotadlbahn
· Schaufeljochbahn
· Wildspitz